# Skalné okno
Skalné okno je přírodní rezervace v katastrálním území obce Buková v okrese Trnava v Trnavském kraji na Slovensku. Území bylo vyhlášeno v roce 1986 a jeho rozloha je 12,22 hektaru. Předmětem ochrany je geomorfologický útvar skalního okna, vzniklý zvětráváním dolomitu.